# Сориа, Марко
Марко Сориа Гальварро (исп. Marco Soria Galvarro, 6 июня 1953) — боливийский велогонщик, выступавший на шоссе и треке. Участвовал в летних Олимпийских играх 1976 года.

## Биография
Марко Сориа родился 6 июня 1953 года.
В 1976 году вошёл в состав сборной Боливии на летних Олимпийских играх в Монреале. Выступал на шоссе в индивидуальной гонке и на треке в гите на 1000 метров.
В шоссейной индивидуальной гонке с масс-стартом на 177,5 км Сориа сошёл с дистанции, как и большинство (76 из 143) участников. Сориа стал первым и до 2008 года оставался единственным боливийским велогонщиком, выступавшим на Олимпиаде в шоссейных дисциплинах.
В гите на 1000 метров занял 26-е место среди 28 участников, показав результат 1 минута 14,480 секунды. Сориа опередил только Таворна Тарвана из Таиланда (1.15,136) и Чань Фай Луй из Гонконга (1.16,957), уступив 8,513 секунды победителю — Клаусу-Юргену Грюнке из ГДР.
Работал техническим специалистом Федерации велоспорта Боливии.